# Wallifornie
La Wallifornie est un territoire  mythique désignant une zone géo-politico-économique belge située en région wallonne.

## Étymologie et origine
Contraction de « Wallonie » et de « Californie », le néologisme Wallifornie est apparu dans la sphère politique dès la fin des années 1980, à l'initiative de Melchior Wathelet (à l’époque Ministre-Président de la Région wallonne) et de Gilles de Kerchove (chef de cabinet du vice-premier ministre). Il souligne à l'origine le rêve d'un essor pour la Wallonie, à l'image du Brabant wallon perçu comme une sorte de Silicon Valley wallonne en raison d'une forte présence d'entreprises performantes dans le domaine des nouvelles technologies. Cette perception d'une Wallifornie gagnante sera cependant nuancée par certaines organisations syndicales, ou par l'Office wallon de la formation professionnelle et de l’emploi.
Il faut noter que le terme Wallifornie a connu en 2010 un important regain de popularité à la suite de son usage fréquent au sein de la communauté hip-hop belge francophone pour désigner ironiquement l'idée d'un Eldorado wallon.

## Géographie
La Wallifornie désigne avant tout la province du Brabant wallon. À la suite de son succès médiatique, cette appellation sera cependant revendiquée pour évoquer le Hainaut ou désignera la région liégeoise (avec sa capitale Los AngeLiège), ou le bassin industriel de Charleroi (surnommée Carolywood, capitale de Carolofornie).

## Arts & culture
Dans différentes disciplines, des artistes s'emparent de ce mythe et le déclinent selon leur propre modèle. Devenue un label ou une marque, l'identité wallonne se redéfinit à travers un côté hype et branché, dans un mélange souvent critique de contre- et sous-culture.

### Musique
En 2010, la Wallifornie fait une apparition remarquée comme référence identitaire dans le hit alternatif The Pope Of Dope des Party Harders, certifié disque d'or en Belgique. Leur slogan anglophone "I come from Wallifornia / Dirty South from Belgium / Wa ! Wa ! Wa !" accompagnera les Party Harders autour du monde.
En 2012, le rappeur liégeois King Lee (alias L'enfant Pavé, ex-Starflam) publie le titre Menace 2 Wallifornie sur l'album du même nom (Freaksville Records, 2012) dans lequel il livre une vision critique de sa région. Citons également l'apport du rappeur carolo Sopranal avec le titre Wallifornie Love extrait de l'album du même nom (Autoproduit, 2012), et du chanteur louviérois Romano Nervoso (feat. Mon Colonel) avec Straight Out Of Wallifornia sur l'album Born to Boogie (Mottow Soundz, 2014).

### Art
En 2012, la comédienne Manah Depauw et la plasticienne Cathy Weyders créent la performance apocalyptico-utopique "La Wallifornie" ,.

### Photographie
Le photographe montois Anthony Anciaux explore la culture pop wallonne et réalise d'étonnants portraits marqués par le rêve américain, dans des séries telles que Jemappes Cheerleaders (Musée de la Photographie, Charleroi, 2010), ou Voyage en Wallifornie (Galerie Satellite, Liège, 2015).

### Événements
En parallèle des traditionnelles  Fêtes de Wallonie, les Fêtes de Wallifornie se déroulent chaque année depuis 2014 dans divers lieux culturels liégeois. À l'initiative de l'ASBL "D'une Certaine Gaieté", ces festivités mettent en avant d'autres formes de cultures populaires ancrées dans le territoire liégeois, à contre-courant des pratiques dominantes (rock alternatif, "cabaret catch“, lectures-performances, karaoké, etc).

### Vidéographie
- Hiros, « Manah Depauw & Cathy Weyders : La Wallifornie (trailer) », Vidéo, sur Vimeo, Hiros, société de production et de gestion, 2014 (consulté le 30 septembre 2018).